# Alun-alun

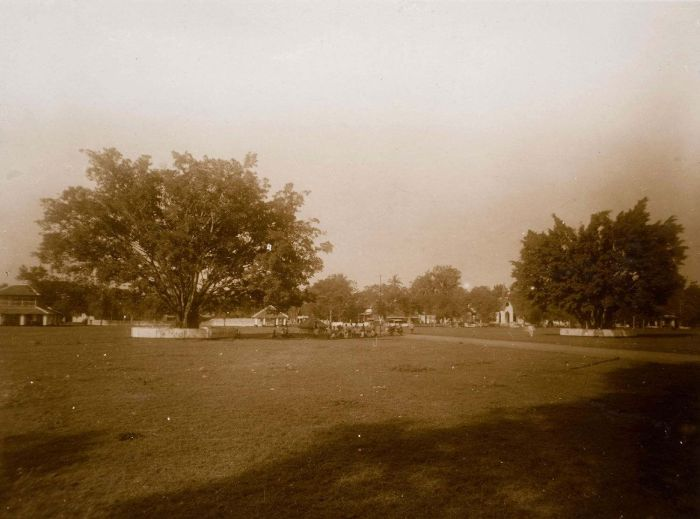
Alun-alun de Serang avec les deux waringins (banian). Photographie prise entre 1915 et 1926.

L’alun-alun est une place javanaise se trouvant dans les villages, villes et capitales d'Indonésie. De symbolique importante, l'alun-alun est le centre de rencontre du peuple et de l'aristocratie et le lieu de nombreuses festivités.

## Description

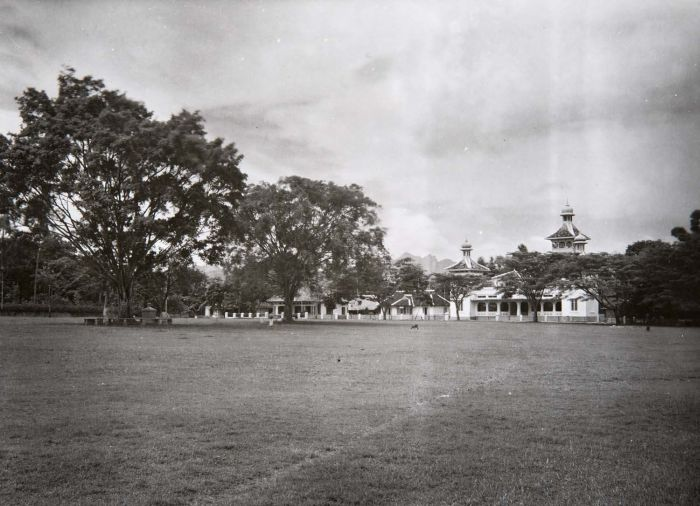
Vue de l'alun-alun de Purwakarta dans les années 1930. La mosquée donne sur l'alun-alun.

L'alun-alun est une vaste place souvent construite autour de deux arbres, des banians. Le kraton, le dalem du régent, la mosquée sont construites autour de l'alun-alun. Voici la description de Sir Thomas Stamford Raffles et John Crawfurd de l'alun-alun de Yogyakarta en 1825 : 
« 
Devant le côté principal [du kraton], il y a un grand espace vide, terminé par des barrières, c'est l'alun-alun. [...] L'entrée principale du kraton est du côté de l'alun-alun, c'est un large escalier : à son sommet, il y a une plateforme appelée setingel. C'est là que le monarque est investi de l'autorité suprême, et qu'il se montre souvent à ses peuples ; les Pangerans, les princes de sa famille, et sa noblesse sont sur les marches en dessous de lui.
Au milieu de l'alun-alun et sur le front de la plateforme du Setingel, il y a deux vareigniers, cet arbre majestueux, de la famille des figuiers, est considéré comme l'indication de la résidence royale depuis les premiers temps de l'histoire de Java.
 »
— Thomas Stamford Raffles et John Crawfurd

## Festivités
L'alun-alun est le lieu de nombreuses festivités telles que les senenans, des tournois auxquels étaient conviés les priyayi, la noblesse de robe de Java, mais également pour des danses bedaya, le rituel du rampokan macan ou des cérémonies religieuses.

## Symbolique

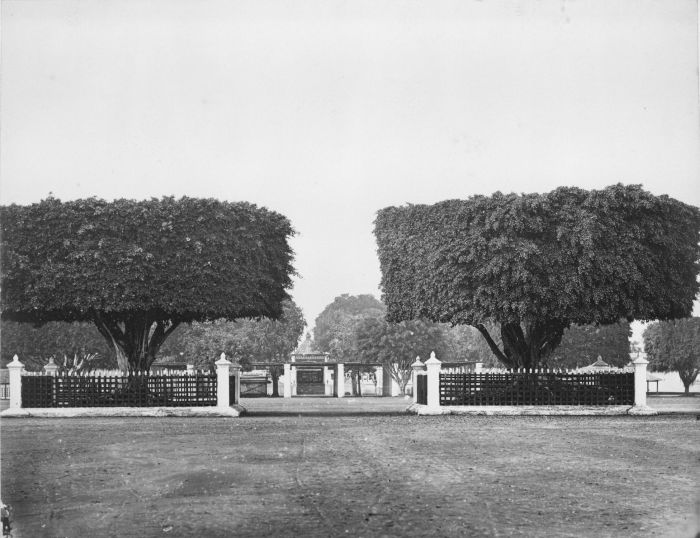
Les banians de l'alun-alun devant le kraton du sultanat de Yogyakarta entre 1857 et 1874.

Dans l'ensemble de la mythologie de l'Asie du Sud-Est, l'organisation de l'espace doit refléter celle du cosmos. Ainsi, si le centre de l'univers est le Meru, emplacement du paradis du dieu hindou Indra, le centre magique du royaume prend la forme d'une montagne ou plus fréquemment d'un arbre de vie : le banian (appelé waringin) situé au centre de l'alun-alun. Ce centre magique, représentant l'ensemble du royaume, est interprété comme le point de rencontre entre le ciel et le monde souterrain ou encore entre Shiva et Vishnou. L'alun-alun est non seulement le centre du royaume, mais également celui de l'univers tout entier. En son centre, se tient le souverain.
Par ailleurs, en plus de cette organisation spatiale, la mythologie javanaise comprend le concept de kesakten, une puissance cosmique vue comme le principe vital de l'univers. Animant le monde entier, le kesakten se manifeste en l'homme comme son âme. Selon la mythologie javanaise, tant que le souverain est capable de redistribuer le kesakten depuis l'alun-alun, le royaume sera prospère et le peuple vivra dans l'harmonie. Le souverain est donc vu comme le reflet ou l'incarnation d'une divinité telle que Shiva, Vishnou puis plus tard Allah.